# Black Veil Brides (album)
Black Veil Brides è il quarto album discografico in studio del gruppo musicale rock statunitense Black Veil Brides, pubblicato nel 2014.

## Tracce
1. Heart of Fire – 3:21
2. Faithless – 4:48
3. Devil In the Mirror – 3:30
4. Goodbye Agony – 4:08
5. World of Sacrifice – 3:30
6. Last Rites – 3:32
7. Stolen Omen – 3:47
8. Walk Away – 5:57
9. Drag Me to the Grave – 3:45
10. The Shattered God – 4:02
11. Crown of Thorns – 3:39

## Formazione
- Andy Biersack - voce
- Jake Pitts - chitarra
- Jeremy "Jinxx" Ferguson - chitarra, cori, violino
- Ashley Purdy - basso
- Christian Coma - batteria, percussioni